# Semiothisa submarmorata
Semiothisa submarmorata är en fjärilsart som beskrevs av Walker 1861. Semiothisa submarmorata ingår i släktet Semiothisa och familjen mätare. Inga underarter finns listade i Catalogue of Life.